# Cyttopsis rosea
Cyttopsis rosea, vrsta morske batipelagičke ribe prodice Parazenidae, red Zeiformes. Raširen u sva tri oceana, a kao grabežljivac hrani se drugom ribom i plivajučim račićima decapodima.
Nalik je ostalim vrstama šanpjera, velikih ustiju i bodljama, od kojih je 7 u leđnoj peraji. Živi na dubinama od 150 - 730 m (Ref. May, J.L. and J.G.H. Maxwell, 1986), često od 330 - 690 m, a naraste do maksimalno 31.0 cm.
Ružičasti šanpjer i u oastalim stranim narodnim nazivima poznat je pod istim imenon: São Pedro rosado (port.), San Pedro rojo (ili rosado) (španj.), Saint Pierre rosé (franc.)